# Trúc thảo Nam Bộ
Trúc thảo Nam Bộ (danh pháp: Arundinella cochinchinensis) là một loài thực vật có hoa trong họ Hòa thảo. Loài này được Keng miêu tả khoa học đầu tiên năm 1936.